# 루벤 자크라스

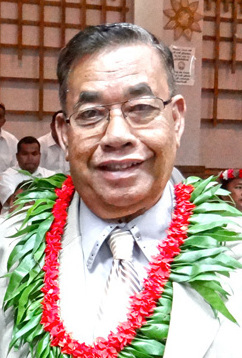

루벤 자크라스(Ruben R. Zackhras, 1947년 12월 4일 ~ 2019년 1월 1일)는 마셜 제도의 정치인이자, 2009년 10월 21일부터 2009년 10월 26일까지 마셜 제도의 대통령으로 활동하였다.
리토콰 토메잉 전 대통령의 장관 (minister of assistance)로 재임하였었다. 2009년 10월 21일, 토메잉이 불신임투표로 탄핵되었다. 니티젤라의 대변인, 는 새로운 대통령 선거가 열릴 때까지 마셜 제도의 대통령으로 자크라스를 임명했다.
자크라스는 주렐랑 제드카이아가 니티젤라에 의해 대통령으로 선출될 때인 2009년 10월 26일까지 대통령으로 재임하였다.